# Labeatas

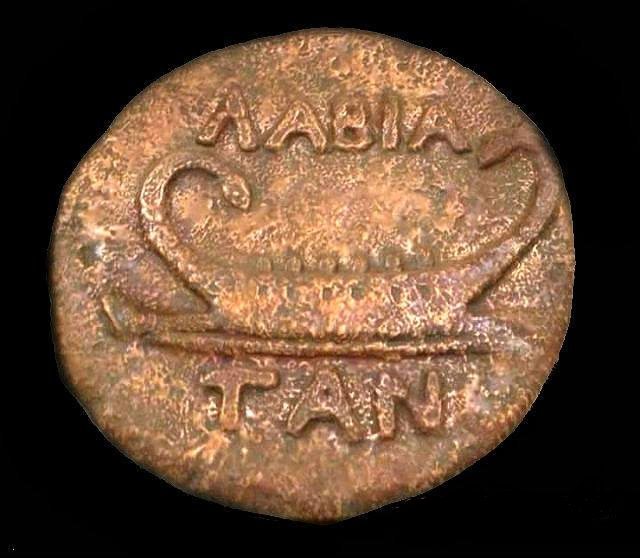
Moneda de bronce con la leyenda ΛΑΒΙΑΤΑΝ (LABIATAN) y que representa un "lembus" ilirio con mascarón de proa de serpientes.

Los labeatas, labeatai o labeates (en griego antiguo: Λαβεᾶται; en latín: Labeatae) eran un pueblo ilirio que vivía en la costa adriática del sur de Iliria, entre las actuales Albania y Montenegro, alrededor del lago Shkodër (el antiguo Lacus Labeatis).
Su territorio, llamado Labeatis en la antigüedad clásica, parece haberse extendido desde Lisos, en el río Drin, al sur, o probablemente incluso desde el valle del Mat, hasta Medun, al norte. Su centro y principal bastión era Skodra, que durante el último periodo del reino ilirio fue la capital. El reino de Labeatis estaba también en posesión de Rizon, la capital de ardieos.
La dinastía de los últimos reyes ilirios (Escerdílidas, Pleurato, Gencio) era labeata. Es posible que la decadencia de la dinastía ardiea tras la derrota de la reina Teuta en la primera guerra iliria contra Roma provocara la aparición de la dinastía labeata en la escena política. En época romana, los labeatas acuñaron monedas con la inscripción de su etnónimo.

## Nombre

### Constancia

Tierras labeatas en torno al Lacus Labeatis.

El nombre aparece por primera vez en las Historias de Polibio (siglo II a. C.), quien menciona la región de Λαβεᾶτις Labeatis. Tito Livio, en su Ab Urbe condita libri, menciona varias veces el nombre tribal labeatas, la región Labeatis y el palus Labeatis/lacus Labeatum (lago Scodra).  En el norte de Albania sehan encontrado monedas con la inscripción de la etnia ΛΑΒΙΑΤΑΝ.

### Etimología
El nombre de los labeatas está formado por la partícula Lab- que se encuentra con frecuencia en la zona onomástica del sur de Iliria y el sufijo común ilirio -at(ae). La partícula Lab- representa una metátesis de Alb- > Lab-, que a su vez podría estar relacionada con la aparición del etnónimo de los albaneses en la misma zona. Está presente en hidrónimos como el río Lab y topónimos como Llapashticë a lo largo de la posterior ruta romana de Lisos a Ulpiana e indica el desplazamiento de tribus ilirias desde el interior de Iliria hacia la costa o viceversa.

## Geografía

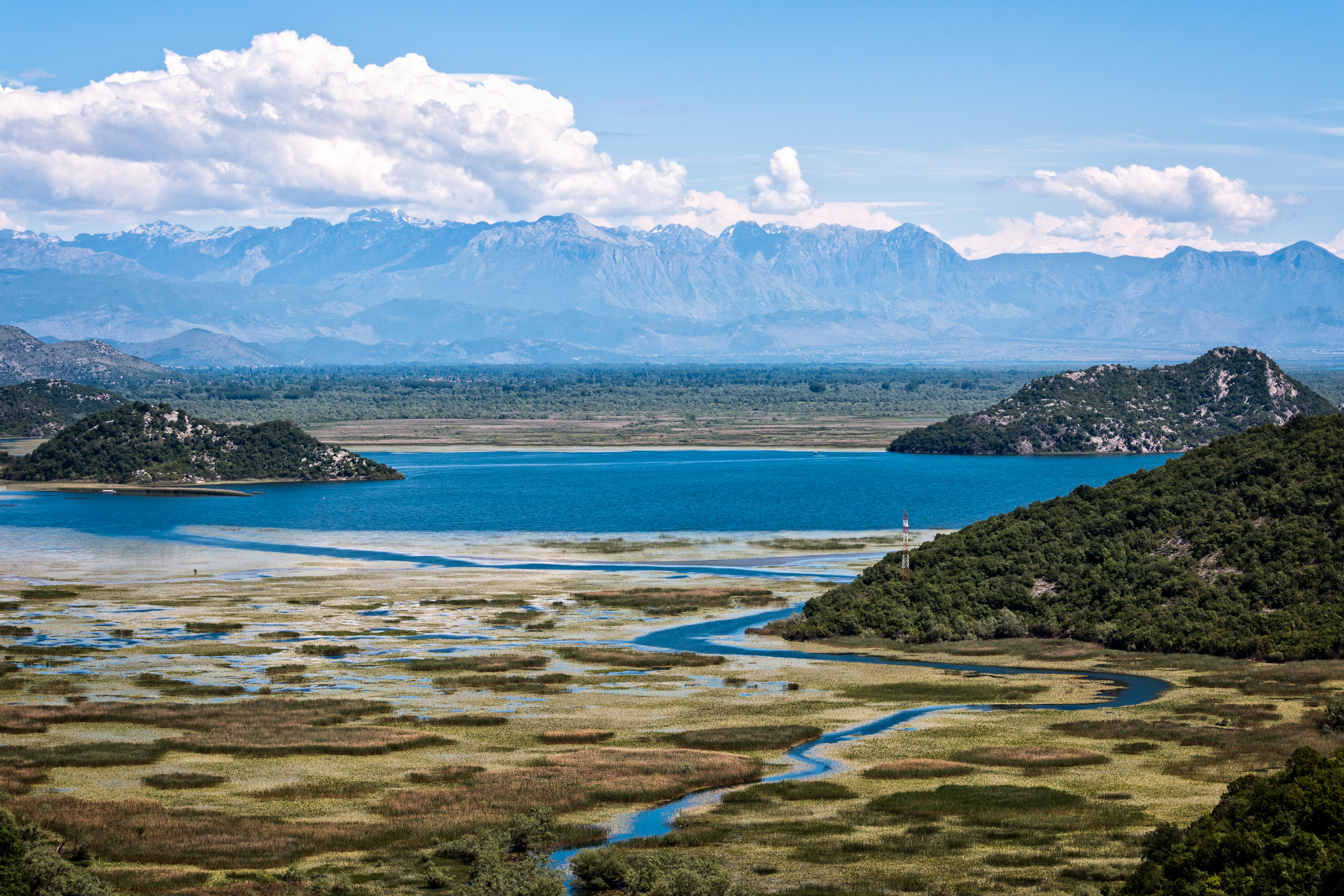
Vista del Lago Shkodër, conocido como Lacus Labeatis en la Antigüedad clásica.

A diferencia de otras tribus ilirias, la extensión del territorio de los labeatas puede determinarse con relativa precisión gracias a algunas informaciones literarias importantes procedentes de fuentes antiguas. En los relatos de las guerras ilíricas  en las que participó Gencio. Tito Livio (c. siglo I a. C.-siglo I d. C.) describió la ubicación de Skodra informando de que el rey ilirio era gobernante de los labeatas y refiriéndose al lago Shkodra como Lacus Labeatium. Por lo tanto, el núcleo del territorio labeata debió de ser la zona que rodea este lago. El rey labeo Gencio también estaba en posesión de Rizón, la capital del reino ardieo.
En la descripción del lugar donde se encontraron el enviado de Gencio y Perseo en el año 168 a. C., Polibio (c. siglo II a. C.) informa de que el emplazamiento de Medun se encontraba en el territorio de los labeatas. Fue allí donde los reyes ilirios y macedonios establecieron una alianza contra los romanos.  Livio menciona Meteón como «ciudad de los labeatas», donde al final de la guerra se refugiaron la esposa de Gencio, Etuta, sus dos hijos y el hermano de Gencio, Caravantio, lo que implica que esta ciudad perteneció a territorio labeata hasta que fue conquistada por los romanos. Metdun puede considerarse la frontera septentrional del territorio labeata, más allá de la cual el territorio docleata comenzaba a abarcar la zona comprendida entre los ríos Zeta y Morača. Al oeste, el territorio de los labeatas limitaba con el mar Adriático, su frontera oriental estaba presumiblemente marcada por los montes Prokletije. La frontera meridional puede considerarse el emplazamiento de Liso en la desembocadura del río Drin, o más al sur la desembocadura del río Mat, más allá de la cual se extendía la región de los taulantios. En época romana, Lisos estaba situada en el territorio de los labeatas, sin embargo, las fuentes antiguas nunca la relacionan con esta tribu. Teniendo en cuenta consideraciones arqueológicas e históricas, la ciudad de Lisos debió de fundarse en un contexto de etnia labeata, pero tal vez en la época de la caída de la reina Teuta, a finales del siglo III a. C., se organizó como una polis propiamente dicha que se separó del contexto de la etnia.
El territorio de los labeatas comprendía varios ríos importantes, como Drin (Oriund), Buna (Barbana), Kir (Klausali) y Morača, y las llanuras aluviales que rodeaban el lago Shkodra (Lacus o Palus Labeatis). Sin embargo, los únicos ríos navegables en la antigüedad eran el Buna y Drin.
Tras la conquista romana del sur de Iliria, el territorio del reino ilirio de Gencio se separó en tres partes. Una de estas zonas coincidía con la región de los labeatas.

### Idioma
El idioma hablado por la tribu de los labeatas pertenecía al área lingüística iliria del sureste.

### Religión
Varios  ídolos de culto con características similares se encuentran en distintas regiones ilirias, incluido el territorio de las tribus ilirias de  los labeatas, dasarecios, daorsios, y que comprenden también a los yápodes. En particular, una hebilla de cinturón de bronce plateado del siglo III a. C., hallada en el interior de las tumbas ilirias de Selca e Poshtme, cerca de la orilla occidental del lago de Ocrida, en territorio dasarecio representa una escena de guerreros y jinetes en combate, con una serpiente gigante como tótem protector de uno de los jinetes; también se encontró un cinturón muy similar en la necrópolis de Gostilj, cerca del lago Shkodër, en territorio de los labeatas, lo que indica una práctica común de culto a los héroes en esas regiones. Los eruditos modernos sugieren que la representación iconográfica del mismo acontecimiento mitológico incluye los cultos ilirios de la serpiente, de Cadmo y del jinete, siendo este último un héroe paleobalcánico común.
El culto a la serpiente entre los labeatas se refleja también en su acuñación: los barcos representados con mascarones de proa de serpientes suelen estar grabados en las monedas de los labeatas. Las serpientes representadas en los barcos estaban relacionadas con la creencia de los marineros de que estos tótems animales les habrían salvaguardado de las tormentas y los enemigos. La serpiente era un símbolo poderoso entre los ilirios del sur, que le atribuían un importante papel como animal protector.

## Economía

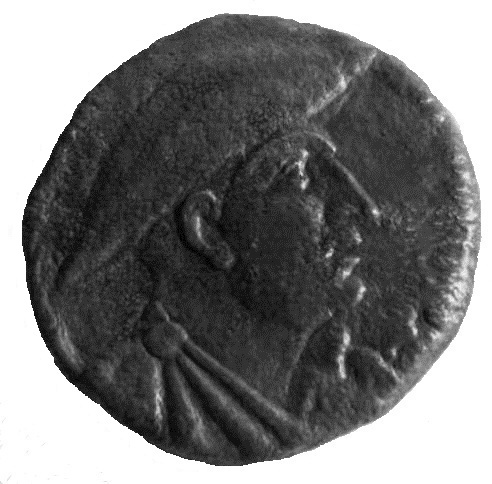
Una moneda del gobernante de los labeatas Gencio.

Los labeatas acuñaron monedas hacia el siglo II a. C. En el norte de Albania se han encontrado monedas con la inscripción de la etnia ΛΑΒΙΑΤΑΝ (LABIATAN). Los barcos ligeros ilirios (lembus, pl. lembi) aparecen a menudo grabados en las monedas de los labeatas, a veces representados con mascarones de proa de serpientes.

Durante su reinado, el rey ilirio Gencio adoptó medidas económicas atestiguadas por hallazgos arqueológicos. Desarrolló un nuevo sistema de acuñación de moneda en el territorio de su entidad política. Permitió acuñar monedas a las ciudades de Skodra, Lisos, Rizón y Lychnidus, permitiéndolo también a los labeatas y daorsios, dos de las etnias ilirias más importantes de la región en aquella época. Este sistema amplió considerablemente la circulación de monedas llegando incluso a las zonas más profundas del reino.
Gencio centralizó la producción de las monedas, interrumpiendo la antigua acuñación de Skodra, e iniciando la producción de nuevas monedas, que, en lugar del grabado de Zeus, adoptaron el retrato del rey, mientras que en el reverso seguían llevando el típico grabado del barco ilirio (lembus), pero en ellas se grabó el nombre del rey en lugar de la leyenda de la ciudad. De este modo, Gencio había eliminado evidentemente la autonomía monetaria de la ciudad de Skodra y transformado la ceca del koinón de Skodra en una ceca real.
Durante la época romana también se acuñaron monedas con el etnónimo de los labeataa. Estas monedas se han encontrado principalmente en la zona montañosa que rodea Skodra.